# أنطونيلو دا مسينا

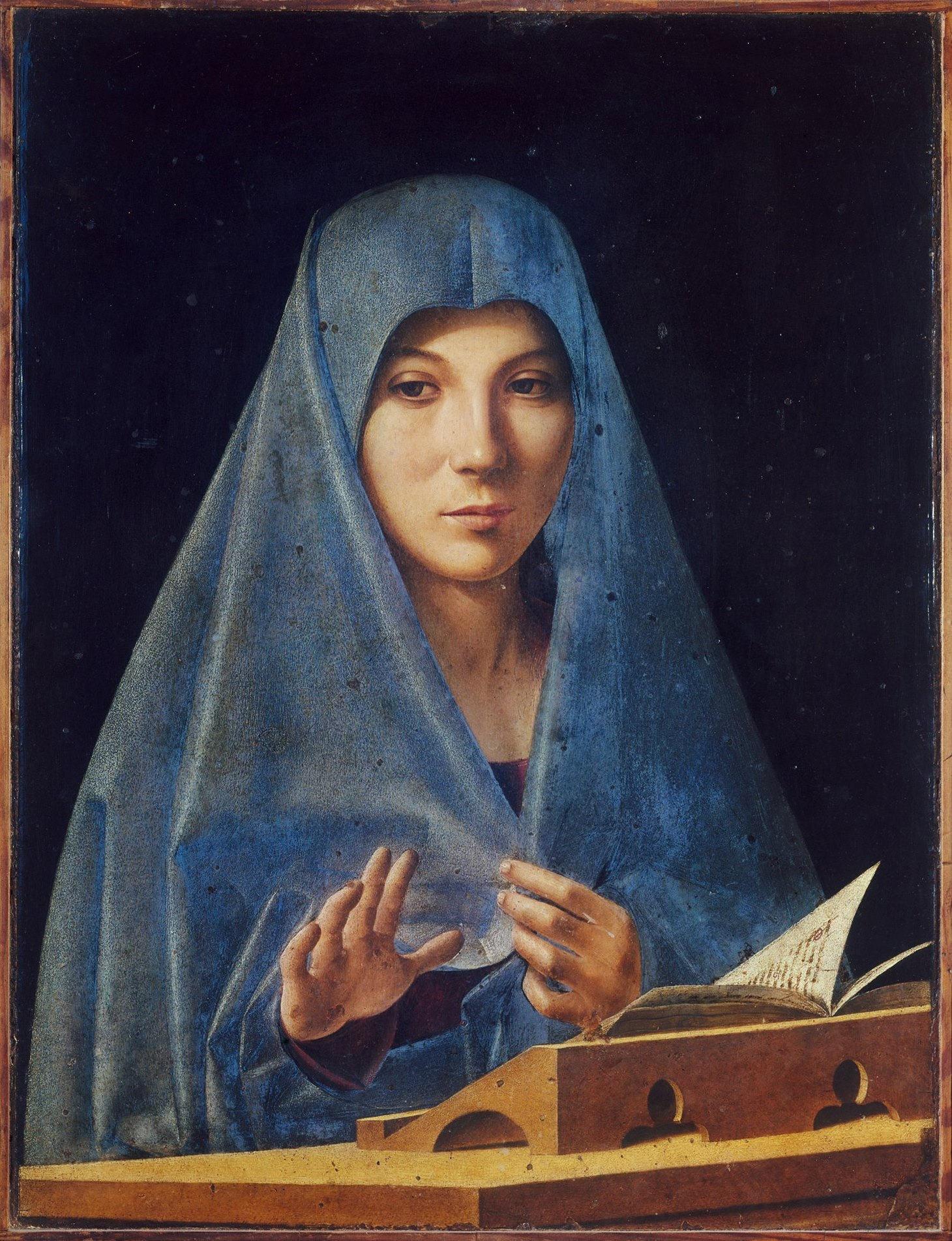
بِشاْرَة العَذْرَاء، لَوحة زَيتية بريشة رَسام عَصر النَهضة اللإيطالي، أنتونيلو دا ميسينا عام 1476. يُصور العَمل مريم وَقَد قُطِعَت أثناء قِراءتها مِن قِبل مَلاك البِشارة. رسمَ أنتونيلو أللوحة بالزَيت على الخَيش، كان هوَ الرسام الذي أدخل هذه التقنية إلى رَسم عَصر النَهضة، بَعدَ أن تَعلمها مِن فَنانوا شِمال أوروبا أمثال بيتروس كريستوس، ومن خِلال التَخلي عَن تِقنية تمبيرا كان أنتونيلو قادرًا على رَسم التَفاصِيل الدَقيقة للعَذراء. أللوحة ضِمن مُقتَنيات قَصر أباتيليس، باليرمو، إيطاليا.

أنطونيلو دا مـِسـّينا (Antonello da Messina؛ مسينا، 1430 - مسينا، فبراير 1479) رسام إيطالي من مسينا (صقلية) نشط خلال عصر النهضة الإيطالية. ظهر في أعماله تأثيرات قوية من لبدايات الرسم الهولندي، وهو أمر غير معتاد لرسام من جنوب إيطاليا. كان له تأثير على فن شمال إيطاليا، والبندقية على وجه الخصوص.

## روابط خارجية
- أنطونيلو دا مسينا على موقع الموسوعة البريطانية (الإنجليزية)
- أنطونيلو دا مسينا على موقع ميوزك برينز (الإنجليزية)
- أنطونيلو دا مسينا على موقع ديسكوغز (الإنجليزية)